# Hieracium mammidens
Hieracium mammidens es una especie de planta con flor del género Hieracium, de la familia Asteraceae, orden Asterales.

## Distribución
Hieracium mammidens se distribuye por Inglaterra.

## Taxonomía
Fue descrita científicamente por P. D. Sell.